# هوارة (بوخالف)
هوارة هو دُوَّار يقع بجماعة بوخالف، عمالة طنجة أصيلة، جهة طنجة تطوان الحسيمة في المملكة المغربية. ينتمي الدوّار لمشيخة بوخالف التي تضم 17 دوار. يقدر عدد سكانه بـ 733 نسمة حسب الإحصاء الرسمي للسكان والسكنى لسنة 2004.

## روابط خارجية
- البوابة الوطنية للجماعات الترابية
- المندوبية السامية للتخطيط